# Бонакольси, Пинамонте
Пинамо́нте де́и Бонако́льси (итал. Pinamonte dei Bonacolsi; 1206, Мантуя, коммуна Мантуя — 7 октября 1293, Мантуя, сеньория Мантуя) — 1-й капитан народа и фактический владетель Мантуи из дома Бонакольси. Глава партии гибеллинов в Мантуе.

## Биография

### Семья
Самое раннее упоминание о семье Бонакольси в Мантуе относится к 1168 году. Некоторые исследователи считают их выходцами из Модены, другие — из Феррары. Первым представителем семьи, чьё имя упоминается в документах, был некий Отолино (Оттобуоно или Оттобоно) де Бонакоза, проживавший в квартале Святого Мартина. Росту влияния Бонакольси в городе способствовало владение многочисленными поместьями в пригородах Мантуи и зданиями на площади Святого Петра в самом городе. Сын Отолино, Гандольфо деи Бонакольси занимал разные должности в городском совете: в 1191—1193 годах был торговым консулом, в 1193—1200 годах — городским прокурором и с 1200 года — консулом Мантуи. Сын Гандольфо, Мартино деи Бонакольси в договоре между императором Фридрихом II и Ломбардской лигой от 13 мая 1232 года, упоминается одним из ректоров города. Сын Мартино, Пинамонте деи Бонакольси, родившийся в 1206 году, стал основателем династии капитанов народа и фактических владетелей Мантуи из дома Бонакольси.

### Брак и потомство
Пинамонте был женат на неизвестной по имени младшей дочери Гвидо II да Корреджо. В их семье родились восемь сыновей:
- Коррадо[итал.] (ум. 1286), синьор Кастель-д’Арио и половины Поццуоло, кавалер Тевтонского ордена;
- Таджино[итал.] (ум. 1302), подеста Вероны;
- Барделлоне (ум. 1300), 2-й капитан народа и фактический синьор Мантуи с 1291 по 1299 год;
- Филиппо[итал.] (1250 — 18.12.1303), францисканец, инквизитор, епископ Тренто с 1289 по 1303 год, епископ Мантуи в 1303 году;
- Джованни[итал.], по прозвищу «Большеногий» (ум. 1288), подеста Вероны, рыцарь Тевтонского ордена;
- Гвидо, рыцарь Тевтонского ордена;
- Сельватико[итал.], рыцарь Тевтонского ордена;
- Фабрицио, рыцарь Тевтонского ордена[3].

### Ранняя карьера
Первое упоминание о Пинамонте в документах относится к 1231 году и связано с получением им части земель, принадлежавших церкви Святого Павла в Мантуе. Он был членом генерального совета города многие годы. В это время за господство над Мантуей боролись веронский граф Лудовико ди Сан-Бонифачо и моденский маркграф Аццо VII д’Эсте. Пинамонте, в числе других городских советников, одобрил мирное соглашение с Вероной от 30 ноября 1259 года. В 1269 году он поддержал веронского графа Лудовико ди Сан-Бонифачо в его конфликте с моденским маркграфом Обиццо II д’Эсте. В самой Мантуе в 1260—1270 годах шла жесткая борьба между сторонниками разных партий. В 1268 году Пинамонте возглавил одну из фракций, заключив союз с семьями графов Казалольдо и Гаттари. Веронский граф назначал подесту Мантуи, который от его имени управлял коммуной. Используя недовольство правлением чужака, Пинамонте, вместе с графом Федерико ди Маркария, возглавил восстание 28 июля 1272 года, в котором участвовали как простые горожане, так и некоторые местные дворяне. Им удалось изгнать из города тестя Пинамонте, подесту Гвидо II да Корреджо и его сторонников — графов Казалольдо. Заняв ратушу, Пинамонте и граф Маркария провозгласили себя ректорами Мантуи. Городской совет признал их в этом статусе. 5 сентября 1272 года в Ферраре, от имени народа Мантуи, ректоры заключили договор с маркграфом Обиццо II д’Эсте, по которому тот отказывался от притязаний на владение городом. В тот же день в Вероне было заключено аналогичное соглашение с графом Лудовико ди Сан-Бонифачо. В последнем Пинамонте смог закрепить за своей семьёй владение феодом Кастель-д’Арио, ранее принадлежавшем веронским дворянам Турризенди.
1 октября 1272 года подестой Мантуи был избран Франческо да Фольяно, которого Пинамонте смог привлечь на свою сторону в борьбе с графом Маркария. Он обвинил графа в стремлении узурпировать власть в союзе с маркграфами д’Эсте и, опираясь на поддержку Оттонелло Дзанекалли, 18 июля 1273 года изгнал его со сторонниками из города. Новыми ректорами Мантуи стали Пинамонте и Оттонелло, но вскоре и их союз распался. По одной из версий Пинмонте приказал убить Оттонелло, по другой, более вероятной, он изгнал его из города. В 1274 году городской совет присвоил Пинамонте звание капитана народа Мантуи, а 15 февраля 1276 года — звание постоянного генерального капитана народа Мантуи с фактическими полномочиями синьора города. Сосредоточив власть в своих руках, Пинамонте сохранил прежнюю форму правления. Как и прежде, только под его контролем, каждые шесть месяцев в Мантуе избирался подеста, который, вместе с членами городского совета, представлял верховную власть в городе.

### Капитан народа
Не все жители Мантуи были согласны с возвышением семьи Бонакольси. В 1277 году некоторые из них, во главе с семьями Арлоти, Пиццони и Гроссолани, спланировали восстание с целью свергнуть Пинамонте. 10 ноября 1277 года заговор был раскрыт, главных заговорщиков приговорили к смерти, их имущество конфисковали, а семьи изгнали из города. С изгнанием из Мантуи семьи Рива в 1281 году, Пинамонте покончил с оппозицией. Он использовал своё положение для увеличения благосостояния семьи Бонакольси. На площади Святого Петра Пинамонте приобрёл ряд построек, включая башню Делла-Габбия. Здесь в начале 1280-х годов им был построен дворец Бонакольси, башня которого стала символом власти его семьи над городом.
В 1272 году (расширен в 1275 году) Пинамонте заключил договор с веронской семьёй Делла Скала против графов Сан-Бонифачо. При его поддержке брат синьора Вероны — Альберто делла Скала дважды избирался подестой Мантуи в 1275 и 1277 годах; в 1276 и 1278 годах подестой Мантуи также были веронцы, в то время как сын Пинамонте, Таджино деи Бонакольси в 1283 году был подестой Вероны, а сын Джованни деи Бонакольски семь раз избирался подестой Мантуи с 1274 по 1288 год. В 1274 году Пинамонте возглавил партию местных гибеллинов. Начавшийся в 1278 году конфликт с партией местных гвельфов и их союзниками, он смог погасить компромиссным соглашением в сентябре 1279 года. Во время его правления Мантуя заключила ряд выгодных торговых соглашений с соседними коммунами: в 1276 году с Реджо, в 1282 году с Кремоной, в 1283 году с Пармой, в 1285 году с Падуей и Виченцой. Два договора от 14 сентября 1274 года и 9 марта 1290 года укрепили отношения города с Венецией. Мантуя обеспечивала свободный проход венецианским торговцам через реку По и обязалась покупать соль только у венецианских поставщиков. В договоре от мая 1291 года с маркграфом Обиццо II д’Эсте и коммуной Феррары Пинамонте впервые упоминается, как генеральный капитан и подеста Мантуи; ранее в договорах в качестве стороны упоминался народ Мантуи.

### Поздние годы
В 1287 году вместе с сыновьями Пинамонте вступил в Тевтонский орден. В январе 1291 года он отошёл от дел, собираясь назначить своим преемником сына Таджино. Пинамонте ратифицировал свод законов «Свободные привилегии мантуанской коммуны» (итал. Liber privilegiorum comunis Mantue), которым утвердил преемственность правления Мантуей за семьёй Бонакольси. Позднее этот документ был положен в основание Статутов Бонакольси. Против решения Пинамонте передать власть Таджино, выступил другой его сын, Барделлоне. Вместо того, чтобы исполнить приказ отца и удалиться из Мантуи, Барделлоне совершил переворот. 23 сентября 1291 года, вместе со своими союзниками, он ворвался в ратушу, низложил отца и заключил брата Таджино и его сына Филиппо в крепость. О последних годах жизни Пинамонте ничего не известно. Он умер 7 октября 1293 года и был похоронен в церкви Святого Павла в Мантуе. Данте Алигьери упоминает Пинамонте в одной из песен «Божественной комедии» (Ад XX, 95—96).

#### Книги
- Alighieri D. Inferno :  [англ.]. — London : Random House, 2011. — P. 122. — 240 p. — ISBN 978-1-44-648448-7.
- Gualtieri di Brenna L., Cantù C. Grande illustrazione del Lombardo-Veneto: ossia, Storia delle citta, dei borghi, comuni, castelli :  [итал.]. — Milano : Per la società editrice A. Tranquillo Ronchi, 1859. — Vol. V. — P. 244—254, 459. — 1095 p.

#### Статьи
- Bertelli P., Artoni P., Vannozzo P. Cinque secoli di storia mantovana. Dai Bonacolsi ai Corradi da Gonzaga (итал.) // La Reggia : giornale. — 2002. — N. 4 (42). — P. 6—7.
- Zanella G. Bonacolsi, Gonzaga, Scaligeri. Tre Signorie. Tre diversi modi di governare (итал.) // La Reggia : giornale. — 1995. — N. 3. — P. 5.